# González (Uruguay)
González es una localidad uruguaya del departamento de San José.

## Ubicación
La localidad se encuentra ubicada en la zona oeste del departamento de San José, sobre la cuchilla de San José, al sur del arroyo Jesús María y sobre la ruta nacional 23, en su km 119. Dista unos 20 km de la capital departamental San José de Mayo.

## Historia
Previo a la construcción de la línea de ferrocarril que pasa por la localidad, el paraje estaba comunicado con la ciudad de Mercedes por medio de diligencias y era un punto obligado de detención, dónde en esa época ya existía un caserío. La estación González fue inaugurada el 27 de agosto de 1899 al entrar en funcionamiento el servicio de ferrocarril de la línea a Rosario. En 1901 fue elaborado el plano del pueblo, que además llevaría el nombre de San Roque, próximo a la estación y contiguo al galpón de González entre la estación y el camino a Mercedes. Sin embargo en González se fueron creando dos grupos de viviendas, distantes uno de otro, y con diferentes denominaciones, por un lado el ya mencionado San Roque, y  por otro el de Breiva. Con la expansión de estos dos grupos habitacionales, ambos se unieron, generando lo que actualmente se denomina pueblo González.

## Población
La localidad cuenta con una población de 222 habitantes, según el censo del año 2011.
| 303           | 321 | 260 | 211 | 251 | 222 |
| (Fuente: INE) |     |     |     |     |     |